# Berti Deutsch
Berta Karoline Deutsch, geborene Heymann (* 3. Oktober 1919 in Meißen; † 19. März 1982 in Ost-Berlin), war eine deutsche Schauspielerin.

## Leben
Berta „Berti“ Deutsch, Tochter der Sängerin und Schauspielerin Steffi Heymann, erhielt ihre künstlerische Ausbildung im tschechischen Exil bei Paul Barnay und debütierte 1936 als Tänzerin am Stadttheater Reichenberg. Anschließend ging sie nach Prag, wo 1939 ihr Sohn, der nachmalige Theater- und Fernsehregisseur Peter Deutsch, geboren wurde. Nach der deutschen Besetzung der Tschechoslowakei war die jüdische Schauspielerin von allen künstlerischen Tätigkeiten abgeschnitten. Berti Deutsch lebte weiterhin in Prag, bis sie von deutschen Stellen verhaftet und am 12. September 1942 in das Ghetto Theresienstadt deportiert wurde. Am 1. Oktober 1944 erfolgte ihr Weitertransport in das KZ Auschwitz. Anders als viele der aus Theresienstadt in dieses Vernichtungslager deportierten Häftlinge überlebte sie die Lagerstrapazen, wurde aber seitdem zeitlebens von chronischen Krankheiten geplagt.
Nach der Befreiung von Auschwitz kehrte Berti Deutsch nach Deutschland (in die damalige Ostzone) zurück und setzte dort bzw. in der DDR-Provinz (im sächsischen Freiberg und in Meiningen) ihre Theaterarbeit fort. Ab 1954 trat sie auch in Ost-Berlin auf, konnte aber aufgrund der in den Lagern erlittenen Strapazen keine intensiv fordernden Bühnenangebote mehr annehmen und konzentrierte sich daher auf die weniger anstrengende Arbeit bei Film und Fernsehen sowie auf Rezitationen, Hörfunkaufgaben und Synchrontätigkeiten. Ihr Auftritt als todkranke Jüdin in der Fernsehproduktion Assistenzarzt Dr. Feil (1960) besaß autobiographische Züge. Berti Deutsch war mit dem Operettenbuffo, Schauspieler und Regisseur Walter Deutsch (1911–1977) verheiratet, den sie bereits in Reichenberg kennen gelernt hatte. Die Ehe wurde geschieden.
Berta Deutsch starb am 19. März 1982 um 11:45 Uhr in Ost-Berlin im Alter von 62 Jahren. Sie wohnte zuletzt in der Stillerzeile 17 in Berlin-Friedrichshagen.

## Filmografie
- 1959: Weißes Blut
- 1960: Aufruhr im Kollegium
- 1960: Tanzmädchen für Istanbul
- 1962: Herbstrauch
- 1961–1964: Blaulicht (zwei Folgen der TV-Serie)
- 1964: Peter und die Wunderflöte
- 1964: Farmerkrieg
- 1965: Woyzeck
- 1965: Testpersonen
- 1966: Ohne Kampf kein Sieg
- 1971: Ein Tag wie viele andere
- 1974: Tod am Mississippi

## Hörspiele
- 1959: Rolf H. Czayka: Der Wolf von Benedetto (Elena Alberici) – Regie: Wolfgang Brunecker (Hörspiel – Rundfunk der DDR)
- 1960: Dimitri Nagischkin: Der tapfere Asmun (Stimme der Heimaterde) – Regie: Theodor Popp (Kinderhörspiel – Eterna/Litera)
- 1961: Ludovit Fil'an: Und es werde Licht (Haskova) – Regie: Hans Knötzsch (Hörspiel (2. Preis im internationalen Hörspielwettbewerb) – Rundfunk der DDR)
- 1963: Hanna Emuth: Fummel und Bummel bei den Katzenkindern (Gackeline, eine Henne) – Regie: [unbekannt] (Kinderhörspiel – Eterna/Litera)
- 1963: Hanna Emuth: Fummel und Bummel beim Weihnachtsmann (Schaufenster) – Regie: Fritz Göhler (Kinderhörspiel – Eterna/Litera)